# J.League Cup 2010
Der J.League Cup 2010, offiziell aufgrund eines Sponsorenvertrages mit dem Gebäckhersteller Yamazaki Nabisco nach einer Marke desselben 2010 J.League Yamazaki Nabisco Cup genannt, war die achtzehnte Ausgabe des J.League Cup, des höchsten Fußball-Ligapokal-Wettbewerbs in Japan.

## Spieler
| Verein              | Spieler |
| ------------------- | --- |
| Vegalta Sendai      | Jirō Kamata (8/0), Kōdai Watanabe (3/0), Jun’ya Hosokawa (2/0), Yūgo Ichiyanagi (1/0), Elizeu (5/0), Naoki Chiba (3/0), Atsushi Nagai (2/0), Takayuki Nakahara (7/0), Ryang Yong-gi (3/0), Kunimitsu Sekiguchi (6/1), Yūki Nakashima (4/1), Tomoyuki Hirase (5/0), Yoshiaki Ōta (8/2), Takuto Hayashi (6/0), Shingo Tomita (7/0), Yoshiki Takahashi (7/1), Reinaldo (2/0), Park Sung-ho (2/0), Fernandinho (4/1), Shigeru Sakurai (2/0), Naoya Tamura (5/1), Naoki Sugai (6/0), Park Ju-sung (8/1), Jun’ichi Misawa (1/0), Daisuke Saitō (4/0), Hiroaki Okuno (1/0)                                                       |
| Montedio Yamagata   | Hidenori Ishii (6/0), Shōgo Nishikawa (3/0), Tōmi Shimomura (5/0), Kōhei Miyazaki (1/0), Katsuyuki Miyazawa (5/0), Chikashi Masuda (5/1), Tatsuya Furuhashi (2/0), Yūzō Tashiro (6/3), Tomotaka Kitamura (6/0), Tatsuya Ishikawa (4/0), Takuya Miyamoto (5/0), Yū Hasegawa (4/0), Kim Byung-suk (1/0), Kentarō Satō (6/0), Kim Kun-hoan (2/0), Masaru Akiba (5/2), Yūki Uekusa (6/0), Han Dong-won (2/0), Takuya Sonoda (3/0), Takumi Yamada (4/0), Tomoyasu Hirose (2/0) |
| Kashima Antlers     | Daiki Iwamasa (1/0), Gō Ōiwa (1/0), Gilton (2/0), Kōji Nakata (1/0), Tōru Araiba (2/0), Takuya Nozawa (2/0), Masashi Motoyama (2/0), Fellype Gabriel (2/0), Shinzō Kōroki (2/1), Takeshi Aoki (2/0), Yūji Funayama (1/0), Ryūta Sasaki (1/0), Marquinhos (2/1), Masahiko Inoha (2/0), Hitoshi Sogahata (2/0), Yasushi Endō (1/0), Mitsuo Ogasawara (2/1) |
| Urawa Reds          | Keisuke Tsuboi (3/0), Hajime Hosogai (5/0), Spiranovic (5/0), Sanou (3/0), Nobuhisa Yamada (4/0), Yōsuke Kashiwagi (6/0), Ponte (6/2), Tatsuya Tanaka (2/0), Shunsuke Tsutsumi (1/0), Keita Suzuki (5/0), Tadaaki Hirakawa (3/0), Sergio Escudero (3/0), Hiroyuki Takasaki (3/0), Edmilson (6/2), Nobuhiro Katō (6/0), Naohiro Takahara (1/1), Satoshi Horinouchi (4/0), Yūki Abe (2/1), Genki Haraguchi (6/0), Takuya Okamoto (1/0), Yūsuke Hayashi (1/0), Shunki Takahashi (2/0), Naoki Yamada (1/0), Tomoya Ugajin (4/0)                                                                                               |
| Omiya Ardija        | Takashi Kitano (4/0), Mato (3/0), Yūki Fukaya (2/0), An Yong-hak (1/0), Takuya Aoki (6/0), Tomoya Uchida (1/0), Naoki Ishihara (6/1), Rafael (4/2), Yoshihito Fujita (6/1), Shūsuke Tsubouchi (3/0), Hayato Hashimoto (6/0), Dudu (4/0), Masahiko Ichikawa (6/0), Kōji Ezumi (2/0), Jun Kanakubo (6/0), Shin Kanazawa (5/1), Kōhei Tokita (1/0), Kazuhiro Murakami (6/1), Shunsuke Fukuda (4/0), Daisuke Watabe (6/0), Arata Sugiyama (2/0) |
| FC Tokyo            | Hitoshi Shiota (1/0), Yūhei Tokunaga (7/0), Masato Morishige (8/1), Hideto Takahashi (3/0), Yūto Nagatomo (1/0), Yasuyuki Konno (3/0), Toshihiro Matsushita (4/0), Shingo Akamine (4/1), Yōhei Kajiyama (6/1), Tatsuya Suzuki (7/0), Sōta Hirayama (6/1), Hokuto Nakamura (8/0), Daishi Hiramatsu (1/0), Ricardinho (5/1), Kim Young-gwon (6/1), Naohiro Ishikawa (5/0), Yōhei Ōtake (6/1), Shūichi Gonda (7/0), Naotake Hanyū (7/0), Kentarō Shigematsu (6/1), Sōtan Tanabe (1/0), Kenta Mukuhara (8/0), Masashi Ōguro (2/0)                                                                                             |
| Kawasaki Frontale   | Hiroki Itō (4/0), Hideki Sahara (1/0), Yūsuke Tasaka (4/1), Masaru Kurotsu (4/2), Takanobu Komiyama (4/0), Juninho (4/1), Vitor Junior (4/1), Kengo Nakamura (3/1), Takurō Yajima (2/0), Jumpei Kusukami (2/0), Kōsuke Kikuchi (4/0), Tomonobu Yokoyama (4/0), Yūsuke Mori (4/0), Jun’ichi Inamoto (4/0), Takashi Aizawa (4/0), Hiroyuki Taniguchi (4/0) |
| Yokohama F. Marinos | Tetsuya Enomoto (1/0), Masato Fujita (2/0), Naoki Matsuda (3/0), Yūzō Kurihara (6/0), Yūsuke Tanaka (6/0), Ryūji Kawai (3/0), Shingō Hyōdō (6/1), Ariajasuru Hasegawa (2/0), Kazuma Watanabe (6/1), Kōji Yamase (6/1), Daisuke Sakata (4/0), Kenta Kanō (5/0), Bastianini (2/0), Norihisa Shimizu (5/0), Manabu Saitō (5/1), Kōta Mizunuma (2/0), Hiroki Iikura (5/0), Yūji Nakazawa (2/1), Takashi Kanai (5/1), Shunsuke Nakamura (1/0), Shōhei Ogura (5/0), Takashi Amano (1/0) |
| Shonan Bellmare     | Yōsuke Nozawa (1/0), Takahiro Yamaguchi (4/0), Kōhei Usui (4/0), Taisuke Muramatsu (5/0), Yoshito Terakawa (4/0), Kōji Sakamoto (1/0), Yutaka Tahara (3/1), Yoshirō Abe (5/0), Akihiro Sakata (3/0), Han Kook-young (5/0), Kei Uemura (1/0), Kenji Baba (3/0), Tatsunori Arai (3/0), Satoru Hayashi (2/0), Yūki Igari (2/0), Ryōta Nagata (5/0), Yūya Nakamura (4/2), Tatsuki Kobayashi (2/0), Yūki Ozawa (5/0), Kim Yeong-gi (3/0), Shōta Kobayashi (3/0), Genki Nakayama (3/0), Tsuyoshi Shimamura (2/0), Choi Seunig-in (1/0), Takuya Matsumoto (2/0), Wataru Endō (1/0), Kazushi Mitsuhira (6/1), Eijirō Takeda (1/0) |
| Albirex Niigata     | Takaya Kurokawa (1/0), Kazuhiko Chiba (5/0), Daisuke Suzuki (1/0), Mitsuru Nagata (6/0), Michael (5/2), Cho Young-cheol (6/0), Marcio Richardes (6/2), Kishō Yano (2/0), Fumiya Kogure (4/0), Yūta Mikado (5/0), Isao Homma (6/0), Hideo Ōshima (5/0), Jun Uchida (4/0), Masaaki Higashiguchi (5/0), Daigo Nishi (6/0), Atomu Tanaka (3/0), Gōtoku Sakai (2/0), Hiroshi Nakano (4/0), Fagner (3/0), Yoshiyuki Kobayashi (5/0) |
| Shimizu S-Pulse     | Arata Kodama (5/0), Kōsuke Ōta (9/0), Keisuke Iwashita (5/0), Kōta Sugiyama (1/0), Teruyoshi Itō (6/0), Takuma Edamura (6/2), Yūichirō Nagai (6/1), Jungo Fujimoto (8/1), Kazuki Hara (9/2), Akihiro Hyōdō (8/0), Jumpei Takaki (1/0), Shinji Tsujio (6/0), Takuya Honda (7/0), Masaki Yamamoto (8/0), Johnsen (8/0), Shun Nagasawa (3/0), Yōhei Nishibe (8/0), Genki Ōmae (6/0), Shinji Okazaki (2/1), Daisuke Ichikawa (4/0), Yasuhiro Hiraoka (9/1), Tomonobu Hiroi (1/0), Shinji Ono (6/1), Yōhei Takeda (2/0), Bosnar (6/0)                                                                                          |
| Júbilo Iwata        | Yoshikatsu Kawaguchi (4/0), Ken’ichi Kaga (5/0), Ryū Okada (6/0), Kentarō Ōi (4/1), Yūichi Komano (4/0), Daisuke Nasu (11/0), Gilsinho (9/5), Shō Naruoka (9/2), Norihiro Nishi (7/1), Lee Gang-jin (11/1), Park Joo-ho (5/1), Minoru Suganuma (4/1), Jō Kanazawa (5/1), Ryōichi Maeda (10/3), Tomoyuki Arata (6/1), Shūto Yamamoto (5/0), Naoki Hatta (7/0), Kōsuke Yamamoto (10/0), Takuya Matsuura (3/0), Ryōhei Yamazaki (5/2), Kōta Ueda (10/1), Keisuke Funatani (6/1), Lee Keun-ho (4/1), Masahiro Koga (3/0) |
| Nagoya Grampus      | Akira Takeuchi (2/0), Mitsuru Chiyotanda (6/1), Marcus Tulio Tanaka (1/0), Takahiro Masukawa (4/0), Shōhei Abe (6/0), Naoshi Nakamura (4/0), Magnum (2/0), Burzanovic (5/0), Yoshizumi Ogawa (6/0), Keiji Tamada (1/0), Keiji Yoshimura (5/0), Kennedy (1/1), Yūki Maki (5/1), Keita Sugimoto (5/1), Danilson (5/0), Kōji Nishimura (2/0), Kōji Hashimoto (3/0), Mū Kanazaki (3/0), Shō Hanai (4/0), Taishi Taguchi (2/0), Hikaru Kuba (1/0), Hayuma Tanaka (5/0), Alessandro Santos (2/0), Yoshinari Takagi (4/0) |
| Kyoto Sanga FC      | Naohito Hirai (5/0), Yasumasa Nishino (1/0), Thiego (1/0), Hiroki Mizumoto (6/1), Kwak Tae-hwi (2/0), Yūta Someya (1/0), Yōsuke Kataoka (2/0), Dutra (4/1), Diego (6/3), Shingo Suzuki (3/0), Atsushi Yanagisawa (5/3), Dan Howbert (1/0), Hiroki Nakayama (5/0), Jun Andō (5/0), Taisuke Nakamura (6/0), Kōken Katō (4/0), Shun Morishita (4/0), Yūichi Mizutani (1/0), Daigō Watanabe (5/0), Tatsuya Masushima (6/0), Makoto Kakuda (6/0), Takumi Miyayoshi (5/1) |
| Gamba Osaka         | Yōsuke Fujigaya (2/0), Sōta Nakazawa (2/0), Kazumichi Takagi (2/0), Satoshi Yamaguchi (2/0), Hayato Sasaki (2/0), Lucas (2/1), Takahiro Futagawa (2/0), Michihiro Yasuda (2/0), Shōki Hirai (2/0), Dodo (1/1), Tomokazu Myōjin (1/0), Cho Jae-jin (1/0), Akira Kaji (2/0), Takuya Takei (2/0), Hideo Hashimoto (1/0), Takashi Usami (2/0) |
| Cerezo Osaka        | Ken’ya Matsui (1/0), Kenji Haneda (5/0), Teruyuki Moniwa (6/0), Kōta Fujimoto (5/0), Kazuya Maeda (3/0), Amaral (5/0), Takashi Inui (6/0), Shinji Kagawa (1/0), Adriano (1/0), Ryūji Bando (5/1), Hiroshi Kiyotake (1/0), Akihiro Ienaga (6/0), Rui Komatsu (5/2), Hiroyuki Omata (2/0), Noriyuki Sakemoto (5/0), Naoya Ishigami (4/0), Daisuke Takahashi (5/0), Kim Jin-hyeon (5/0), Taikai Uemoto (4/0), Masato Kurogi (3/0), Hotaru Yamaguchi (2/0), Yūsuke Maruhashi (4/1) |
| Vissel Kobe         | Tatsuya Enomoto (1/0), Teruaki Kobayashi (3/0), Kunie Kitamoto (6/0), Hiroyuki Kōmoto (5/0), Edmilson (5/1), Park Kang-jo (1/0), Ryōsuke Matsuoka (5/0), Botti (6/0), Popo (5/3), Tsuneyasu Miyamoto (4/0), Akihito Kusunose (3/0), Takayuki Yoshida (4/1), Hideo Tanaka (6/0), Hiroto Mogi (6/2), Gakuto Kondō (1/0), Masatoshi Mihara (2/0), Yōsuke Ishibitsu (4/0), Yūtarō Takahashi (1/0), Ken Tokura (5/1), Takahide Kishi (4/0), Kenta Tokushige (2/0), Keijirō Ogawa (1/0), Daisuke Tomita (2/0) |
| Sanfrecce Hiroshima | Stoyanov (2/0), Tomoaki Makino (4/1), Toshihiro Aoyama (5/0), Kōji Morisaki (3/1), Kazuyuki Morisaki (3/0), Tadanari Lee (3/2), Hisato Satō (2/1), Issei Takayanagi (3/0), Mikic (4/0), Yōjirō Takahagi (5/1), Satoru Yamagishi (2/2), Kōta Hattori (4/0), Shin’ichirō Kuwada (3/0), Shūsaku Nishikawa (4/0), Tsubasa Yokotake (4/0), Ryōta Moriwaki (5/0), Jun’ya Ōsaki (1/0), Takuya Marutani (4/0), Masato Yamazaki (3/0), Hirotsugu Nakabayashi (1/0), Kōji Nakajima (5/0) |

## Ergebnisse

### Gruppenphase

#### Gruppe A
| Pl. | Verein          | Sp. | S | U | N | Tore    | Diff. | Punkte |
| --- | --------------- | --- | - | - | - | ------- | ----- | ------ |
| 1.  | FC Tokyo        | 6   | 4 | 1 | 1 | 007:400 | +3    | 13     |
| 2.  | Vegalta Sendai  | 6   | 3 | 3 | 0 | 007:100 | +6    | 12     |
| 3.  | Kyoto Sanga FC  | 6   | 3 | 2 | 1 | 009:500 | +4    | 11     |
| 4.  | Albirex Niigata | 6   | 3 | 1 | 2 | 005:500 | ±0    | 10     |
| 5.  | Omiya Ardija    | 6   | 2 | 1 | 3 | 006:900 | −3    | 07     |
| 6.  | Nagoya Grampus  | 6   | 0 | 3 | 3 | 004:900 | −5    | 03     |
| 7.  | Cerezo Osaka    | 6   | 0 | 1 | 5 | 004:900 | −5    | 01     |

#### Gruppe B
| Pl. | Verein              | Sp. | S | U | N | Tore    | Diff. | Punkte |
| --- | ------------------- | --- | - | - | - | ------- | ----- | ------ |
| 1.  | Júbilo Iwata        | 6   | 4 | 1 | 1 | 012:500 | +7    | 13     |
| 2.  | Shimizu S-Pulse     | 6   | 3 | 2 | 1 | 006:300 | +3    | 11     |
| 3.  | Montedio Yamagata   | 6   | 3 | 1 | 2 | 006:600 | ±0    | 10     |
| 4.  | Yokohama F. Marinos | 6   | 2 | 3 | 1 | 006:300 | +3    | 09     |
| 5.  | Urawa Reds          | 6   | 2 | 2 | 2 | 006:600 | ±0    | 08     |
| 6.  | Vissel Kobe         | 6   | 2 | 1 | 3 | 008:100 | −2    | 07     |
| 7.  | Shonan Bellmare     | 6   | 0 | 0 | 6 | 004:150 | −11   | 0      |

### Finalrunde

#### Viertelfinale
|                   | Gesamt |                     | Hinspiel | Rückspiel |
| ----------------- | ------ | ------------------- | -------- | --------- |
| Kawasaki Frontale | 4:3    | Kashima Antlers     | 1:2      | 3:1       |
| Vegalta Sendai    | 1:2    | Júbilo Iwata        | 1:2      | 0:0       |
| Gamba Osaka       | 2:2    | Sanfrecce Hiroshima | 1:0      | 1:2       |
| Shimizu S-Pulse   | 1:1    | FC Tokyo            | 1:1      | 0:0       |

#### Halbfinale
|                     | Gesamt |                 | Hinspiel | Rückspiel |
| ------------------- | ------ | --------------- | -------- | --------- |
| Kawasaki Frontale   | 2:3    | Júbilo Iwata    | 1:0      | 1:3       |
| Sanfrecce Hiroshima | 3:2    | Shimizu S-Pulse | 2:1      | 1:1       |

#### Finale
|              | Ergebnis |                     |
| ------------ | -------- | ------------------- |
| Júbilo Iwata | 5:3      | Sanfrecce Hiroshima |